# Johann Ernst Waltsgott
Johann Ernst Waltsgott (* auch Johannes Ernst Waltsgott, 8. Januar 1671 in Oels, Fürstentum Oels; † 1712) war ein schlesischer Mediziner.

## Leben und Wirken
Johann Ernst Waltsgott studierte Medizin und wurde 1694 mit seiner Dissertation „Dissertatio inauguralis medica de morbis aetatum“ bei Günther Christoph Schelhammer an der Universität Jena zum Dr. med. promoviert. 
Anschließend war er Stadtarzt in Breslau, wurde Physicus in Beuthen, praktischer Arzt in Ratibor und schließlich Physicus der Fürstentümer Schweidnitz und Jauer. Darüber hinaus wirkte Johann Ernst Waltsgott als Leib- und Hofarzt des Kaisers.
Am 16. Februar 1709 wurde er unter der Präsidentschaft des Mediziners und Naturforschers Lukas Schröck mit dem akademischen Beinamen Glauco I. unter der Matrikel-Nr. 285 als Mitglied in die Leopoldina aufgenommen.

## Schriften (Auswahl)
- Dissertatio inauguralis medica de morbis aetatum. Jena 1694 (Digitalisat)